# 체코 엑스트랄리가

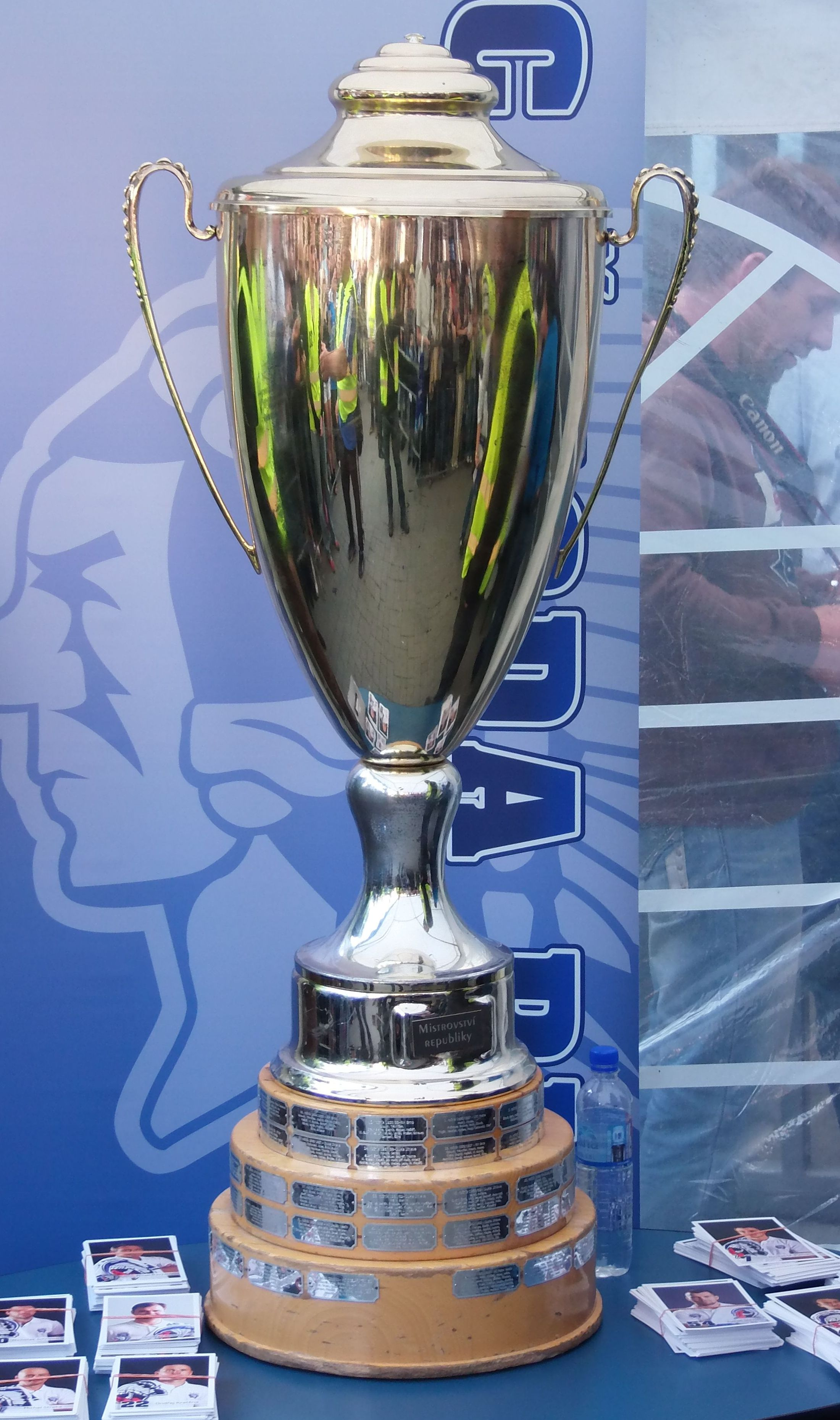

체코 엑스트랄리가(체코어: Czech Extraliga) 또는 엑스트랄리가 레드니호 호케예(체코어: Extraliga ledního hokeje)는 1993년 시작한 체코 최상위 프로 아이스하키 리그이다. 2009년 기준으로 IIHF의 의해 유럽에서 세 번째로 강한 리그로 공인받았다.
엑스트랄리가는 체코슬로바키아 퍼스트 아이스하키 리그의 후신이며 슬로바키아와 분열시 현재의 이름으로 활동하고 있다.